# Charles De Ketelaere
Charles De Ketelaere (Brugge, 10. ožujka 2001.) belgijski je nogometaš koji igra na poziciji napadačkog veznog. Trenutačno igra za Atalantu.

## Klupska karijera

### Club Brugge
Kao sedmogodišnjak postao je igračem Club Bruggea. Kao dijete također je igrao tenis, no opredijelio se za nogomet.
Za seniorsku momčad Club Bruggea debitirao je 25. rujna 2019. u utakmici Belgijskog nogometnog kupa u kojoj je Francs Borains poražen 0:3. U UEFA Ligi prvaka debitirao je 22. listopada 2019. kada je Club Brugge izgubio 0:5 od Paris Saint-Germaina. U ligi je debitirao 22. studenog kada je Club Brugge pobijedio K.V. Oostende 2:0. Dana 5. veljače 2020. postigao je gol u polufinalnoj utakmici kupa u kojoj je Zulte Waregem pobijeđen rezultatom 2:1. Petnaest dana kasnije debitirao je u UEFA Europskoj ligi i to protiv Manchester Uniteda s kojim je Club Brugge igrao 1:1. Club Brugge izgubio je u finalu kupa od Royal Antwerpa. Dana 20. listopada 2020. postigao je svoj prvi pogodak i asistenciju u UEFA Ligi prvaka i to u utakmici protiv Zenita koja je završila 1:2.
De Ketelaere je s Club Bruggeom osvojio superkup 2021. i ligu u sve tri sezone tijekom kojih je bio igrač Club Bruggea.

### Milan
Dana 2. kolovoza 2022. De Ketelaere je potpisao petogodišnji ugovor s Milanom. U ligi je debitirao jedanaest dana kasnije kada je Milan pobijedio Udinese 4:2. Za Milan je u UEFA Ligi prvaka debitirao 6. rujna kada je Milan igrao 1:1 s Red Bull Salzburgom.

### Atalanta
Atalanta je 16. kolovoza 2023. dovela De Ketelaerea na posudbu uz mogučnost otkupa ugovora. Četiri dana kasnije postigao je pogodak u svom debiju u utakmici Serie A protiv Sassuola koja je završila 0:2. Svoj prvi pogodak u UEFA Europskoj ligi postigao je 21. rujna u utakmici grupne faze protiv kluba Raków Częstochowa koja je završila 2:0. U svojoj debitantskoj sezoni u dresu Atalante postigao je 14 golova i 11 asistencija u svim natjecanjima. Atalanta ga je otkupila 15. lipnja 2024.

## Reprezentativna karijera
Tijekom svoje omladinske karijere igrao je za selekcije Belgije do 16, 17, 19 i 21 godinu. Za A selekciju Belgije debitirao je 11. studenog 2020. u prijateljskoj utakmici protiv Švicarske koja je poražena 2:1. Svoj prvi pogodak za A selekciju postigao je 10. listopada 2021. kada je Belgija izgubila 1:2 od Italije u utakmici za treće mjesto UEFA Lige nacija 2020./21.

## Priznanja

### Individualna
- Belgijski sportski talent godine: 2020.[19]
- Mladi igrač godine belgijske prve lige: 2021./22.[20]

### Klupska
Club Brugge
- Belgijska prva liga: 2019./20.,[21] 2020./21., 2021./22.[22]
- Belgijski nogometni superkup: 2021.[8]

Atalanta
- UEFA Europska liga: 2023./24.

## Vanjske poveznice
- Profil, Belgijski nogometni savez
- Profil, Soccerway
- Profil, Transfermarkt